# Municipio de Shirland
El municipio de Shirland (en inglés: Shirland Township) es un municipio ubicado en el condado de Winnebago en el estado estadounidense de Illinois. En el año 2010 tenía una población de 988 habitantes y una densidad poblacional de 19,79 personas por km².

## Geografía
El municipio de Shirland se encuentra ubicado en las coordenadas 42°28′19″N 89°12′28″O / 42.47194, -89.20778. Según la Oficina del Censo de los Estados Unidos, el municipio tiene una superficie total de 49.93 km², de la cual 49,72 km² corresponden a tierra firme y (0,43 %) 0,21 km² es agua.

## Demografía
Según el censo de 2010, había 988 personas residiendo en el municipio de Shirland. La densidad de población era de 19,79 hab./km². De los 988 habitantes, el municipio de Shirland estaba compuesto por el 98,38 % blancos, el 0,2 % eran afroamericanos, el 0,1 % eran amerindios, el 0,2 % eran de otras razas y el 1,11 % eran de una mezcla de razas. Del total de la población el 2,13 % eran hispanos o latinos de cualquier raza.